# Okres Nymburk
Nymburk is een district (Tsjechisch: Okres) in de Tsjechische regio Midden-Bohemen. De hoofdstad is Nymburk. Het district bestaat uit 87 gemeenten (Tsjechisch: Obec). De gemeente Vrbová Lhota hoorde eerst bij de okres Kolín, maar sinds 1 januari 2007 bij dit district. De gemeenten Choťovice, Pňov-Předhradí, Tatce en Žehuň verwisselden dit district voor Kolín.

## Lijst van gemeenten
De obce (gemeenten) van de okres Nymburk. De vetgedrukte plaatsen hebben stadsrechten. De cursieve plaatsen zijn steden zonder stadsrechten (zie: vlek).
Běrunice - Bobnice - Bříství - Budiměřice - Čilec - Činěves - Dlouhopolsko - Dobšice - Dvory - Dymokury - Hořany - Hořátev - Hradčany - Hradištko - Hrubý Jeseník - Chleby - Choťánky - Chotěšice - Chrást - Chroustov - Jíkev - Jiřice - Jizbice - Kamenné Zboží - Kněžice - Kněžičky - Kolaje - Kostelní Lhota - Kostomlátky - Kostomlaty nad Labem - Košík - Kounice - Kouty - Kovanice - Krchleby - Křečkov - Křinec - Libice nad Cidlinou - Loučeň - Lysá nad Labem - Mcely - Městec Králové - Milčice - Milovice - Netřebice - Nový Dvůr - Nymburk - Odřepsy - Okřínek - Opočnice - Opolany - Oseček - Oskořínek - Ostrá - Pátek - Písková Lhota - Písty - Poděbrady - Podmoky - Přerov nad Labem - Rožďalovice - Sadská - Sány - Seletice - Semice - Senice - Sloveč - Sokoleč - Stará Lysá - Starý Vestec - Straky - Stratov - Třebestovice - Úmyslovice - Velenice - Velenka - Vestec - Vlkov pod Oškobrhem - Vrbice - Vrbová Lhota - Všechlapy - Vykáň - Záhornice - Zbožíčko - Zvěřínek - Žitovlice
Benešov · Beroun · Kladno · Kolín · Kutná Hora · Mělník · Mladá Boleslav · Nymburk · Praha-východ · -západ · Příbram · Rakovník